# Pietro Giacomo Borbone
Pietro Giacomo Borbone o Bourbon Del Monte (13 maggio 1540 – 22 novembre 1575) è stato un arcivescovo cattolico italiano.

## Biografia
Nato nel 1540 dal ramo fiorentino della nobile famiglia dei marchesi Borbone Dal Monte, figlio di Bartolomeo e di Pentesilea di Niccolò Vitelli, fu abate del monastero di San Crisogono di Zara e prelato della Sacra Consulta. Nel 1574 fu consacrato arcivescovo di Pisa rimanendo però a capo dell'arcidiocesi toscana per poco più di un anno in quanto morì nel 1575 all'età di soli 35 anni.
È ricordato per aver interpellato Andrea Cesalpino in merito alle ossessioni di alcune monache.

## Genealogia episcopale
La genealogia episcopale è:
- Cardinale Girolamo Grimaldi
- Arcivescovo Martinho de Portugal
- Arcivescovo Alfonso Oliva, O.E.S.A.
- Vescovo Girolamo Maccabei
- Papa Gregorio XIII
- Arcivescovo Pietro Giacomo Borbone